# Thawang
Thawang (nepalski: थवाङ) – gaun wikas samiti w zachodniej części Nepalu w strefie Rapti w dystrykcie Rolpa. Według nepalskiego spisu powszechnego z 2011 roku liczył on 937 gospodarstw domowych i 4398 mieszkańców (2356 kobiet i 2042 mężczyzn).